# Google Chat
Google Chat (precedentemente noto come Hangouts Chat) è un software di comunicazione, sviluppato da Google, creato per i team che fornisce messaggi diretti e chat room di gruppo, simili a quelli dei concorrenti Slack e Microsoft Teams, consentendo la condivisione dei contenuti di Google Drive. È una delle due app che hanno sostituito Google Hangouts (l'altra è Meet). Chat è integrato con Google Workspace, così come Meet.

## Storia

Logo precedente di Google Chat utilizzato fino a dicembre 2023

Google Chat era precedentemente noto come Hangouts Chat: il cambio di nome fa parte di una riorganizzazione che prevede l'abbandono del marchio Hangouts da parte di Google. Chat rimarrà dunque un prodotto consumer per gli utenti che utilizzano un normale account Google.
Sebbene Meet abbia introdotto le funzionalità di cui sopra per aggiornare l'applicazione Hangouts originale, alcune funzionalità standard di Hangouts sono state ritirate, inclusa la visualizzazione simultanea dei partecipanti e della chat. Anche il numero di feed video consentiti contemporaneamente è stato ridotto a 8 (mentre è possibile visualizzare fino a 4 feed in un layout "a tessere"), dando la priorità ai partecipanti che hanno utilizzato più di recente il microfono. Inoltre, funzionalità come la casella di chat sono state modificate per sovrapporre i feed video, piuttosto che ridimensionare quest'ultimo per adattarlo.
Google aveva pianificato di ritirare Hangouts nel 2021 e migrare gli utenti verso Chat. Questo è avvenuto a fine 2022.